# Айрделл, Джеймс (младший)
Джеймс Айрделл (англ. James Iredell Jr.; 12 ноября 1788 — 13 апреля 1853) — американский политик, сын судьи Верховного суда США Джеймса Айрделла (старшего), 23-й губернатор Северной Каролины и сенатор от этого штата в Конгрессе США.